# タンブラウ県
タンブラウ県（インドネシア語: Kabupaten Tambrauw）はインドネシア南西パプア州の県。
2010年には範囲は5,179.65km2、2010年の国勢調査では人口は6145人であった。
2013年にはマノクワリ県から分離された4地区を編入した。県庁所在地はフェフ。

## 行政区
2010年の時点では県は6つの郡（kecamatan）からなり2010年の国勢調査によると人口は以下のようであった。
| 名称     | 人口（2010年） |
| -------- | -------------- |
| Fef      | 428            |
| Syujak   | 211            |
| Miyah    | 363            |
| Abun     | 603            |
| Kwoor    | 931            |
| Sausapor | 2,633          |
| Yembun   | 976            |

2013年にはマノクワリ県からKebar、Senopi、Amberbaken、Mubarni/Arfuの4地区が編入され、郡はAbun、Amberbaken、Fef、Kebar、Miyah、Moraid、Mubarni、Sausapor、Senopi、Yembunの10地区に再編された。

## 註
1. ↑  “INDONESIA: West Papua Province”.   Citypopulation.de (2021年8月6日). 2023年1月9日閲覧。
2. ↑  “Provinsi Papua Barat Daya: Ibu Kota, Luas Wilayah, dan Sejarahnya”.   Kompas.com (2022年11月19日). 2023年1月9日閲覧。
3. 1 2  Biro Pusat Statistik, Jakarta, 2011.